# Szymon Majewski Show

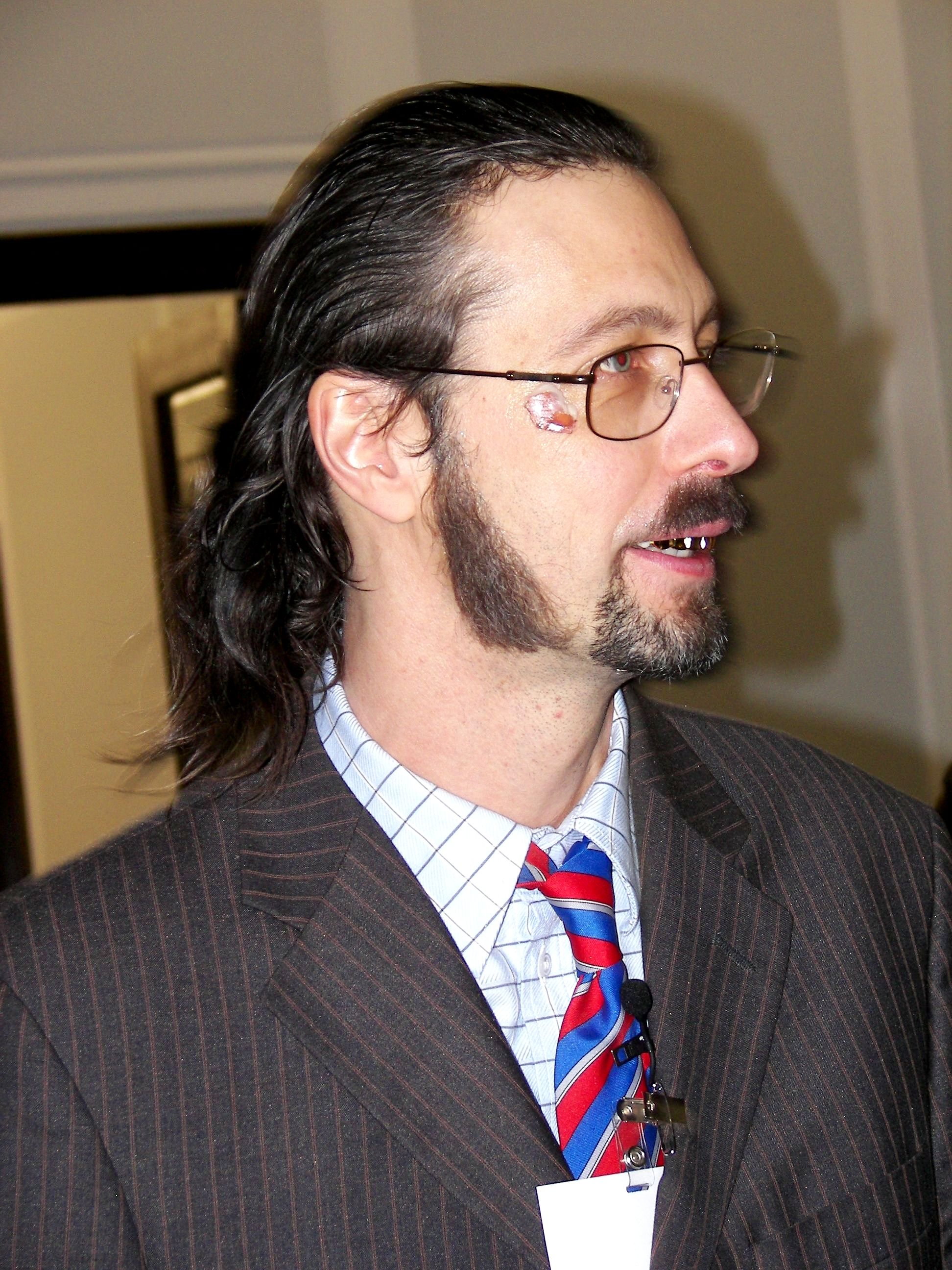
Szymon Majewski w roli Ędwarda Ąckiego

Szymon Majewski Show – telewizyjny program rozrywkowy nadawany co tydzień w poniedziałek od 5 września 2005 do 13 czerwca 2011 przez stację TVN i prowadzony przez Szymona Majewskiego.
Program Szymon Majewski Show pojawił się w miejsce innego programu, również prowadzonego przez Szymona Majewskiego – Mamy cię!. Producentem obu był Rinke Rooyens. Producentem i reżyserem ze strony TVN pierwszych dziewięciu sezonów był Rafał Piekoszewski.
Zdjęcia do programu Szymon Majewski Show były realizowane w podwarszawskim Sękocinie Starym koło Janek. Głos pojawiający się na początku programu oraz przed blokami reklamowymi należał do Dominiki Kurdziel. Podkład muzyczny był wykonywany przez Zespół Piersi i Tańca – „Shemoans”.
Jesienią 2011 program został zastąpiony wspólnym programem Szymona Majewskiego i Bilguuna Ariunbaatara o nazwie HDw3D Telewision.

## Redakcja programu
Rafał Piekoszewski (producent i reżyser pierwszych dziewięciu sezonów), Marta Więch (producent), Piotr Kumik (reżyser), Artur Nowakowski (wydawca), Marcin Dziedzic, Michał Brożonowicz (reżyser Rozmów w Tłoku od dziesiątego sezonu), Jolanta Szuber, Dominika Kurdziel, Łukasz Sztaba, Anna Ścisłowska, Anna Detka, Izabela Rusak, Bartosz Wąs, Dariusz Czyżow, Emil Kokoszka, Kamila Kaczmarska, Marek Bednarczyk, Krzysztof Kotlarski, Łukasz Zackiewicz, Marta Wieczorek, Katarzyna Rolek-Siemczyk, Człowiek Warga (Maciej Dąbrowski), Jarosław Zwierzyński, Marcin Mamontowicz, Marcin Panasz, Marek Kanaffa, Łukasz Sychowicz, Aleksandra Wolf (scenarzysta Rozmów w tłoku), Jacek Kozłowski (scenarzysta Rozmów w tłoku).

## Części programu

### Wstęp programu
Program rozpoczyna się od krótkiego wstępu, w którym prezentowane są niefortunne zdarzenia z życia polityków z minionego tygodnia, wzbogacone żartobliwymi komentarzami prowadzącego; Majewski prezentuje także związane z omawianymi tematami krótkie autorskie żarty, najczęściej w postaci montaży filmowych.
Od drugiej serii odcinków przedstawiany jest dodatkowo ciąg powiązanych ze sobą filmów, w których rolę główną gra Szymon Majewski:
- Druga seria: kandydatki na miśś wszechświata
- Trzecia seria: Superbohater w ramach cyklu Prawi i sprawiedliwi
- Czwarta seria: Wiedźma Kadencja i Teleboscy
- Piąta seria: parodia serialu Magda M. – Magda M. 20 lat później oraz działania Partii ĘĄ i jej twórcy – Ędwarda Ąckiego
- Szósta seria: Natasza Klasa i cykl Ędward Ącki szuka żony
- Siódma seria: serial Figo Fago z Pawłem Małaszyńskim i Janem Peszkiem w rolach głównych.
- Ósma seria: Pora na Manipulatora oraz serial Ojciec A’mateusz (tylko jeden odcinek)
- Dziewiąta seria: BigDoder czyli Złopolscy (demaskacja prywatnych relacji pomiędzy Dodą a Nergalem), Bohater tygodnia oraz Ale o co chodzi (wyjątkowy program informacyjny).
- Dziesiąta seria: Ale o co chodzi (wyjątkowy program informacyjny), U1 Bator (Mongolski dziennikarz Bilguun Ariunbaatar przeprowadza wywiady z gwiazdami).
- Jedenasta seria: Ale o co chodzi, U1 Bator, Dziady
- Dwunasta seria: Ale o co chodzi, U1 Bator, Karol Żartburger

### Żarty Szymona Majewskiego
W programie prezentowane są różne miniseriale np. Magda M. 20 lat później. Dodatkowo program prezentuje także losy Ędwarda Ąckiego i jego partii.
Parodie śpiewane
Większość parodii śpiewanych to piosenki powstałe na podstawie oryginalnych utworów, wykonywane na ich melodie i z podobnym w brzmieniu tekstem (choć treść tekstu w parodii jest inna niż w oryginale). Parodie śpiewane były stałym elementem II serii programu, sporadycznie pojawiały się w I i III.

### Rozmowy z gośćmi
W każdym odcinku gośćmi Szymona Majewskiego były dwie znane polskie osobistości. W dalszej części prowadzący rozmawiał z gościem o bieżących wydarzeniach w kraju, okraszając wszystko dużą dawką humoru. Rozmowę z gośćmi kończyły prezenty rozdawane przez Majewskiego, związane z osobami goszczącymi w studio, np. Korona Himalajów dla Martyny Wojciechowskiej, czy Magiczne lustereczko z Pawłem Delągiem w środku dla Tomasza Karolaka. Wykonawcą prezentów był m.in. Tomasz Sieniawski.
Począwszy od odcinka siedemnastego gościom przedstawiana była wybrana piosenka parodiowana przez aktorów kabaretowych.
Końca nie widać
Goście brali także udział w quizie Końca nie widać, zwykle poprzedzonym dowcipem prowadzącego (określanym przez niego jako żenujący żart prowadzącego, stanowiącym aluzję do rozpoczęcia teleturnieju Familiada). Gościom prezentowane były fragmenty audycji telewizyjnych, a ich zadaniem jest odgadnięcie zakończenia. Osoba, która wygrywa, automatycznie funduje wybranej przez siebie osobie na sali żartobliwą nagrodę od programu, jak np. równowartość 300 zł w jednogroszówkach, dwie godziny nauki języka greckiego, 30 litrów soku z brzozy lub figi z makiem. W pierwszym odcinku czwartej serii teleturniej Końca nie widać zastąpiono Ja cię kręcę. Od piątej serii zdjęcie osoby wskazanej przez zwycięzcę umieszczane były na jednym z billboardów w Warszawie, reklamującym show Majewskiego. W szóstej serii zwycięzca miał własne 15 sekund na wizji programu. W ósmej serii nie było nagród, natomiast przegrany musiał wykonać jakieś zadanie karne. Od ósmej serii teleturniej odbywał się przed rozmową z gośćmi. W odcinku, w którym gościli aktorzy Filip Bobek i Julia Kamińska, quiz wyjątkowo zmieniono na Violi nie widać, a gracze musieli zgadnąć, co powie Violetta Kubasińska (Małgorzata Socha) z serialu BrzydUla.
Od dziewiątego sezonu quiz Końca nie widać został zastąpiony przez Chłopak na opak.
Chłopak na opak
Od dziewiątej serii goście biorący udział w quizie Chłopak na opak mieli odgadnąć tytuł piosenki zaśpiewanej od tyłu przez CeZika. Przegrany gość otrzymywał karę.

### Rozmowy w tłoku
Ostatnią częścią programu były Rozmowy w tłoku, parafraza nazwy talk-show Rozmowy w toku Ewy Drzyzgi. W tej części ucharakteryzowani aktorzy parodiowali postacie polityków, piosenkarzy, aktorów i innych znanych postaci. Aktorami występującymi najczęściej byli: Aldona Jankowska, Wojciech Kalarus, Katarzyna Kwiatkowska, Jolanta Wilk oraz Michał Zieliński. Reżyserem pierwszych dziewięciu sezonów kabaretu był Rafał Piekoszewski. Autorami tekstów kabaretu była dwójka scenarzystów: Ola Wolf (główny scenarzysta) i Jacek Kozłowski (drugi scenarzysta).

### Zakończenie
Każdy program miał zapowiadane od początku trwania show zakończenie, czyli najczęściej krótkie zdanie (lub równoważnik zdania), które mogło być różnie rozumiane (np.: w zwrocie zdjęcie gaci chodziło o fotografię bielizny, a nie o rozebranie się; w zakończeniu ciemne strony Mazowieckiego ostatnie słowo oznaczało nazwę województwa, a nie nazwisko byłego premiera itd.). Od trzeciej serii programu zakończenia miały inną formę: przedstawione one były w postaci tematu szkolnej lekcji. Najpierw na tablicy widniało zapowiadane hasło, a następnie do tablicy podchodził uczeń, ścierał temat i pisał własny (zawsze temat główny i temat ucznia były do siebie zbliżone, np. Romantyzm – Roman, ty zmoro). Taką formę zakończenia programu Szymon Majewski zapowiadał zawsze jako „część misyjną”. W czwartej serii ta część nazywała się Szczuka Kochania – Pozycje aseksualne, w której Kazimiera Szczuka za pomocą laleczek pokazywała różne zabawne pozycje aseksualne, komentując przy tym w sposób niekonwencjonalny bieżące wydarzenia. Każdy odcinek z piątej i szóstej serii kończył się cyklem Tak oni śpiewają, czyli parodią polsatowskiego programu Jak oni śpiewają. Produkcje do Tak oni śpiewają tworzył Vj Dominion (m.in. Słabe państwo służy wyłącznie gangom, Naciski, przecieki lub Usy-tasy). W dwunastej serii programu na końcu odcinka emitowany był cykl O żesz Karol!.

## Nagrody i nominacje
Za swój program Szymon Majewski zdobył kilka prestiżowych nagród:
- Złotą Telekamerę 2010
- Świra 2009 w kategorii: Program telewizyjny i Osobowość telewizyjna
- Telekamerę 2009 w kategorii Osobowość w rozrywce
- Świra 2008 w kategoriach: Program telewizyjny, Osobowość telewizyjna i Szymon Majewski
- Świra 2007 w kategoriach: Najbardziej zwariowany program telewizyjny i TeleŚwir
- MediaTory 2007 w kategorii AkumulaTOR
- Telekamerę w kategorii Rozrywka w latach 2006–2007
- Świra 2006 w kategorii Osobowość telewizyjna
- Fenomen „Przekroju” 2005
- Złoty Dziób Radia Wawa 2005

Był też nominowany do:
- Kataryniarza roku 2006
- Wiktora 2005 (4 nominacje)
- Nagrody Niptel 2006
- Telekamery 2008

## Krytyka
Program często krytykowany był na forach internetowych za humor tworzony na siłę i mało śmieszne żarty prowadzącego. Tyczyło się to jednak początku programu, bo Rozmowy w tłoku spotykały się z dużym uznaniem. Kontrowersje wzbudzał wyjątkowo dosadny sposób wyśmiewania znanych osobistości. Z krytyką spotkał się też żartobliwy materiał, nawiązujący do czytania w języku polskim papieża Benedykta XVI.
Wiele środowisk uważało, że program jest nieobiektywny i godził w środowiska konserwatywne. Program był niejednokrotnie krytykowany przez prezesa Prawa i Sprawiedliwości – Jarosława Kaczyńskiego. W latach 2005–2007 pojawiały się głosy, że w programie wyśmiewa się wyłącznie polityków koalicji rządzącej PiS-SRP-LPR, pomijając opozycję. Przeciwnicy tego argumentu zaznaczali jednak, że parodiowani byli także czołowi przedstawiciele opozycji, tj. Donald Tusk, Jan Rokita, Hanna Gronkiewicz-Waltz, Joanna Senyszyn oraz Ryszard Kalisz. Sam Szymon Majewski twierdził, że chce śmiać się z władzy, lecz gdyby ktoś inny stał na jej czele, to czyniłby tak samo.
Do programu Szymon Majewski Show krytycznie w swojej wypowiedzi nawiązał m.in. Roman Giertych: Jeżeli ktoś ma problemy osobowościowe tego typu, że po 26 latach jeszcze taka zadra funkcjonuje, to się nie dziwię, jeżeli chodzi o formę i treść niektórych programów, które reprezentuje pan Szymon Majewski. (cała wypowiedź była odpowiedzią na żądanie Majewskiego odszkodowania od Giertycha, z powodu niezdanej matury przez Majewskiego w 1987). Jednakże w tym samym roku, Roman Giertych wziął udział w świątecznym wydaniu programu, gdzie wręczył Majewskiemu dyplom za zdaną maturę (oczywiście nieprawdziwy).
W odcinku z 7 marca 2011 parodia Szewacha Weissa i nawiązanie do ustawy reprywatyzacyjnej spotkały się z krytyką środowisk żydowskich.
W momencie zdjęcia programu z anteny TVN w czerwcu 2011 stacja telewizyjna została poddana krytyce polegającej na naruszeniu bezstronności po tym, gdy ówczesny dyrektor programowy stacji Edward Miszczak przyznał, że przyczyną zdjęcia były żarty z będącej wówczas u władzy Platformy Obywatelskiej.

## Spis serii
| Seria | Sezon       | Odcinki      | Premiera serii   | Finał serii     | Pora emisji        | Średnia oglądalność |
| ----- | ----------- | ------------ | ---------------- | --------------- | ------------------ | ------------------- |
| 1.    | jesień 2005 | 1–15 (15)    | 5 września 2005  | 25 grudnia 2005 | poniedziałek 22.05 | 2 698 465           |
| 2.    | wiosna 2006 | 16–30 (15)   | 6 marca 2006     | 12 czerwca 2006 | poniedziałek 21.30 | 3 244 289           |
| 3.    | jesień 2006 | 31–45 (15)   | 11 września 2006 | 25 grudnia 2006 | poniedziałek 21.30 | 3 155 099           |
| 4.    | wiosna 2007 | 46–61 (16)   | 5 marca 2007     | 25 czerwca 2007 | poniedziałek 21.30 | 3 110 893           |
| 5.    | jesień 2007 | 62–77 (16)   | 3 września 2007  | 24 grudnia 2007 | poniedziałek 21.30 | 3 495 121           |
| 6.    | wiosna 2008 | 78–93 (16)   | 3 marca 2008     | 16 czerwca 2008 | poniedziałek 21.30 | 3 015 589           |
| 7.    | jesień 2008 | 94–108 (15)  | 1 września 2008  | 8 grudnia 2008  | poniedziałek 21.30 | 2 838 045           |
| 8.    | wiosna 2009 | 109–120 (12) | 2 marca 2009     | 25 maja 2009    | poniedziałek 21.30 | 2 595 449           |
| 9.    | jesień 2009 | 121–133 (13) | 7 września 2009  | 7 grudnia 2009  | poniedziałek 21.30 | 2 836 188           |
| 10.   | wiosna 2010 | 122–147 (14) | 1 marca 2010     | 21 czerwca 2010 | poniedziałek 21.30 | 2 509 604           |
| 11.   | jesień 2010 | 123–161 (14) | 6 września 2010  | 13 grudnia 2010 | poniedziałek 21.30 | 2 743 942           |
| 12.   | wiosna 2011 | 162–177 (16) | 28 lutego 2011   | 13 czerwca 2011 | poniedziałek 21.30 | 2 315 379           |

## Aktorzy
Rozmowy w tłoku (nie wlicza się ról postaci fikcyjnych)
| Imię i nazwisko       | Postacie (chronologicznie) |
| --------------------- | --- |
| Szymon Majewski       | Prowadzący program, Władysław Bartoszewski, Ewa Drzyzga, Ędward Ącki, Michał Koterski, Tomasz Jacyków, Adam Darski, Kora |
| Katarzyna Kwiatkowska | Krystyna Janda, Doda, Kazimiera Szczuka, Agnieszka Chylińska, Maja Komorowska, Katarzyna Figura, Krystyna Czubówna, Helena Vondráčková, Nelli Rokita, Katarzyna Cichopek, Isabel Olchowicz, Magda Gessler, Ewa Minge |
| Waldemar Ochnia       | Jerzy Urban, Lech Wałęsa, Józef Oleksy, Janusz Rewiński |
| Jolanta Wilk          | Joanna Senyszyn, Jolanta Kwaśniewska, Renata Beger, Monika Olejnik, Janina Paradowska, Maria Kaczyńska, Elżbieta Kruk, Jolanta Szczypińska, Adam Małysz, Edyta Górniak, Jolanta Rutowicz |
| Michał Zieliński      | Andrzej Lepper, Lech Kaczyński, Włodzimierz Cimoszewicz, Piotr Fronczewski, Donald Tusk, Kazimierz Marcinkiewicz, Roman Giertych (druga edycja programu), Paweł Janas, Jarosław Kaczyński, Daniel Olbrychski, Bronisław Wildstein, Janusz Palikot, Radosław Majdan, Radosław Sikorski, Michał Żebrowski, Bronisław Komorowski, Lech Wałęsa, Colin Farrell, Michał Szpak |
| Beatrycze Łukaszewska | Violetta Villas |
| Arkadiusz Lipnicki    | Roman Giertych (1. edycja) |
| Andrzej J. Dąbrowski  | Aleksander Kwaśniewski |
| Wojciech Chorąży      | Władimir Putin |
| Sebastian Olejniczak  | Maryla Rodowicz |
| Aldona Jankowska      | Zyta Gilowska, Tadeusz Rydzyk, Hanna Gronkiewicz-Waltz, Danuta Hojarska, Anna Fotyga, Julia Tymoszenko, Dorota Zawadzka, Joanna Bartel, Anna Sobecka, Angela Merkel, Beata Tyszkiewicz, Hanna Lis |
| Krzysztof Dracz       | Przemysław Gosiewski, Ryszard Czarnecki, Stefan Niesiołowski, Antoni Macierewicz |
| Joanna Senyszyn       | Siostra bliźniaczka Joanny Senyszyn |
| Wojciech Kalarus      | Jan Rokita, Tadeusz Cymański, Wojciech Wierzejski, Michał Wiśniewski, Wojciech Cejrowski |
| Stanisław Dembski     | Ryszard Kalisz |
| Maciej Jadowski       | Adam Michnik |
| Renata Beger          | Renata Beger |
| Maciej Kraszewski     | Roman Giertych (5. edycja) |
| Sławomir Zapała       | Zbigniew Ziobro |
| Iwo Pawłowski         | Andrzej Urbański |
| Grzegorz Pawlak       | Waldemar Pawlak |
| Rinke Rooyens         | Leo Beenhakker |
| Elżbieta Jarosik      | Elżbieta Zapendowska |
| Jan Monczka           | Andrzej Wajda, Wojciech Jaruzelski, Szewach Weiss |
| Joanna Jeżewska       | Monika Olejnik (od 7. edycji), Elżbieta Jaworowicz, Karolina Korwin Piotrowska, Jolanta Kwaśniewska |
| Monika Olejnik        | Monika Olejnik |
| Magdalena Mołek       | Magdalena Mołek |
| Jacek Żakowski        | Jacek Żakowski |
| Małgorzata Lewińska   | Małgorzata Foremniak, Ewa Kopacz, Edyta Górniak, Grażyna Szapołowska |
| Magdalena Cielecka    | Joanna Krupa |
| Michał Meyer          | Kuba Wojewódzki |
| Piotr Adamczyk        | Silvio Berlusconi |

Parodie śpiewane oraz występy poza Rozmowami w tłoku
| Imię i nazwisko          | Postać w parodii śpiewanej lub w innym występie (alfabetycznie) |
| ------------------------ | --- |
| Agnieszka Chylińska      | wykonawczyni piosenki „Dalsze losy Kopciuszka” |
| Adam i Andrzej Czarneccy | wykonawcy piosenki „To Bronek” |
| Stanisław Dembski        | Krzysztof Krawczyk |
| Edyta Górniak            | wykonawczyni piosenki „To nie ja byłam jego” (ona sama) |
| Aldona Jankowska         | Zyta Gilowska, Babcia Addamsów, Krystyna z gazowni, Anna Fotyga |
| Robert Jarek             | Robin Gibb |
| Wojciech Kalarus         | Wojciech Wierzejski, Jan Rokita |
| Katarzyna Kwiatkowska    | Kazimiera Szczuka, Krystyna Janda, Doda, Morticia Addams, Nina Terentiew, Magda Gessler (Kuchenne owulucje) |
| Bartek Kasprzykowski     | Olivier Janiak (jako Gulivier Fajniak), Czesław Mozil |
| Michał Meyer             | Justin Bieber |
| Szymon Majewski          | wszystkie miśś, góral (mąż Kazi Szczuki), wykonawca piosenek Chłopcy becikowcy, Dalsze losy Kopciuszka i Siekiera, motyka; Shimon Sex Kolanko, Zygmunt Solorz-Żak, Marilyn Monroe, Zygmunt Chajzer, Piotr Kraśko |
| Freddie Mercury          | wykonawca hymnu PiS-u (głos śpiewającego podłożony pod Freddiego) |
| Waldemar Ochnia          | Jerzy Urban, Lech Wałęsa, Janusz Rewiński |
| Iwo Pawłowski            | Występował w cyklach: Miśś wszechświata, Prawi i sprawiedliwi oraz Teleboscy. Występował w parodiach śpiewanych oraz odgrywał rolę Szymona Majewskiego.                                                          |
| Omar Sangare             | Tina Turner, Święty Mikołaj, Frank Sinatra, Sędzia |
| Borys Szyc               | wykonawca piosenki Chłopcy becikowcy |
| Grzegorz Wilk            | Krzysztof Cugowski, Barry Gibb, Sędzia, Afrykaner, Bronisław Wildstein, Wojskowy, Zbigniew Wodecki, niemiecki kartofel, Krzysztof Krawczyk, kondom, Grzegorz Turnau, Święty Mikołaj-metal, Andrzej Rosiewicz     |
| Jolanta Wilk             | Janina Paradowska, Renata Beger, Jolanta Kwaśniewska, Pani X, Wednesday Addams, Britney Spears, Justyna Steczkowska, Justyna Pochanke                                                                            |
| Janusz Wiśniewski        | Maurice Gibb |
| Michał Zieliński         | Hanna Gronkiewicz-Waltz, Sędzia, Andrzej Lepper, Kazimierz Marcinkiewicz, Lech Kaczyński, Lurch, Krzysztof Krawczyk, kondom, Andrzej Sikorowski, Osama bin Laden                                                 |
| Rafał Rutkowski          | Anita Werner |

## Szymon Szuka Szaleńców
Od 6 października 2006 na kanale TVN Siedem emitowany był program Szymon Szuka Szaleńców, będący dodatkiem do programu. Program składał się z dwóch części: castingowej, prowadzonej przez Iwo Pawłowskiego, oraz uzupełniającej poprzedni odcinek o zabawne wpadki oraz wypowiedzi gości i Majewskiego. Część castingowa miała wyłonić nowych parodystów do Rozmów w tłoku.

## Oglądalność
| Oglądalność programu | Oglądalność programu        | Oglądalność programu    | Oglądalność programu        | Oglądalność programu    | Oglądalność programu        | Oglądalność programu    | Oglądalność programu        | Oglądalność programu    | Oglądalność programu        | Oglądalność programu | Oglądalność programu        | Oglądalność programu  | Oglądalność programu |
| Odcinek              |                             |                         |                             |                         |                             |                         |                             |                         |                             |                      |                             |                       |                      |
| Odcinek              | I seria (2005)              | II seria (2006)         | III seria (2006)            | IV seria (2007)         | V seria (2007)              | VI seria (2008)         | VII seria (2008)            | VIII seria (2009)       | IX seria (2009)             | X seria (2010)       | XI seria (2010)             | XII seria (2011)      |                      |
| -------------------- | --------------------------- | ----------------------- | --------------------------- | ----------------------- | --------------------------- | ----------------------- | --------------------------- | ----------------------- | --------------------------- | -------------------- | --------------------------- | --------------------- | -------------------- |
| 1                    | 1 936 741 (5 września)      | 3 282 691 (6 marca)     | 2 989 018 (11 września)     | 3 240 784 (5 marca)     | 3 306 538 (3 września)      | 3 460 540 (3 marca)     | 2 290 571 (1 września)      | 2 483 842 (2 marca)     | 2 190 640 (7 września)      | 2 490 715 (1 marca)  | 2 452 874 (6 września)      | 2 086 823 (28 lutego) |                      |
| 2                    | 2 222 923 (12 września)     | 3 177 201 (16 marca)    | 2 876 366 (18 września)     | 3 069 426 (12 marca)    | 3 173 183 (10 września)     | 3 293 713 (10 marca)    | 2 796 217 (8 września)      | 2 515 651 (9 marca)     | 2 495 909 (14 września)     | 2 393 142 (8 marca)  | 2 274 721 (13 września)     | 2 214 782 (7 marca)   |                      |
| 3                    | 1 619 698 (19 września)     | 3 135 940 (20 marca)    | 3 268 294 (25 września)     | 3 368 774 (19 marca)    | 3 502 617 (17 września)     | 3 197 311 (17 marca)    | 2 679 397 (15 września)     | 2 729 226 (16 marca)    | 2 212 997 (28 września)     | 2 502 044 (?)        | 2 276 380 (20 września)     | 2 644 732 (14 marca)  |                      |
| 4                    | 1 823 506 (26 września)     | 3 867 049 (27 marca)    | 2 914 179 (2 października)  | 3 735 651 (26 marca)    | 3 641 742 (24 września)     | 2 640 703 (24 marca)    | 2 781 997 (22 września)     | 2 814 718 (23 marca)    | 2 814 402 (5 października)  | 2 890 678 (?)        | 2 226 383 (27 września)     | b.d. (?)              |                      |
| 5                    | 1 605 858 (3 października)  | 3 812 158 (3 kwietnia)  | 3 443 862 (9 października)  | 2 963 316 (2 kwietnia)  | 3 228 966 (1 października)  | 3 309 078 (31 marca)    | 3 316 760 (29 września)     | 2 441 272 (30 marca)    | 2 672 247 (12 października) | 2 834 181 (?)        | 2 628 518 (4 października)  | b.d. (?)              |                      |
| 6                    | b.d. (10 października)      | 3 715 357 (10 kwietnia) | 3 403 833 (16 października) | 2 162 520 (9 kwietnia)  | 3 636 195 (8 października)  | 3 062 644 (7 kwietnia)  | 2 610 304 (6 października)  | 2 403 298 (6 kwietnia)  | 2 845 821 (19 października) | 2 335 557 (?)        | 2 598 018 (11 października) | b.d. (?)              |                      |
| 7                    | 2 609 386 (17 października) | 2 244 467 (17 kwietnia) | 3 377 451 (23 października) | 3 371 953 (16 kwietnia) | 2 188 222 (15 października) | 2 924 712 (14 kwietnia) | 2 739 580 (13 października) | 2 503 446 (20 kwietnia) | 2 836 547 (26 października) | 2 200 341 (?)        | 3 083 830 (18 października) | b.d. (?)              |                      |
| 8                    | b.d. (24 października)      | 2 808 324 (24 kwietnia) | 2 983 149 (30 października) | 3 078 607 (23 kwietnia) | 3 500 342 (22 października) | 3 030 368 (21 kwietnia) | 2 893 191 (20 października) | 2 292 917 (27 kwietnia) | 2 932 895 (2 listopada)     | 2 599 743 (?)        | 2 989 221 (25 października) | b.d. (?)              |                      |
| 9                    | b.d. (7 listopada)          | 3 077 338 (1 maja)      | 3 329 899 (6 listopada)     | 3 156 898 (30 kwietnia) | 3 529 514 (29 października) | 3 402 766 (28 kwietnia) | 3 336 910 (27 października) | 2 843 716 (4 maja)      | 3 135 070 (9 listopada)     | 2 686 401 (?)        | 2 927 841 (8 listopada)     | b.d. (?)              |                      |
| 10                   | 2 825 513 (14 listopada)    | 2 663 294 (8 maja)      | 3 414 033 (13 listopada)    | 3 294 903 (7 maja)      | 3 992 698 (5 listopada)     | 3 072 480 (5 maja)      | 2 661 909 (3 listopada)     | 2 614 446 (11 maja)     | 2 890 986 (16 listopada)    | 2 936 509 (?)        | 2 630 802 (15 listopada)    | b.d. (?)              |                      |
| 11                   | b.d. (21 listopada)         | 3 618 966 (15 maja)     | 2 729 829 (20 listopada)    | 3 508 570 (14 maja)     | 3 682 927 (12 listopada)    | 2 949 413 (12 maja)     | 2 820 305 (10 listopada)    | 2 844 638 (18 maja)     | 2 814 972 (23 listopada)    | 2 408 490 (?)        | 3 180 003 (22 listopada)    | b.d. (?)              |                      |
| 12                   | b.d. (28 listopada)         | 3 625 406 (22 maja)     | 2 977 298 (27 listopada)    | 3 176 231 (21 maja)     | 4 220 277 (19 listopada)    | 3 572 134 (19 maja)     | 2 810 155 (17 listopada)    | 2 658 929 (25 maja)     | 3 771 158 (30 listopada)    | 2 361 102 (?)        | 2 729 456 (29 listopada)    | b.d. (?)              |                      |
| 13                   | b.d. (5 grudnia)            | 3 361 251 (29 maja)     | 3 069 995 (4 grudnia)       | 3 050 589 (28 maja)     | 3 414 780 (26 listopada)    | 2 796 017 (26 maja)     | 2 830 083 (24 listopada)    | —                       | 3 255 361 (7 grudnia)       | 2 270 317 (?)        | 3 661 120 (6 grudnia)       | b.d. (?)              |                      |
| 14                   | b.d. (12 grudnia)           | 3 415 604 (5 czerwca)   | 3 115 522 (11 grudnia)      | 3 646 980 (4 czerwca)   | 3 838 240 (3 grudnia)       | 3 534 757 (2 czerwca)   | 2 974 604 (1 grudnia)       | —                       | —                           | 2 217 886 (?)        | 2 760 531 (13 grudnia)      | b.d. (?)              |                      |
| 15                   | b.d. (19 grudnia)           | 2 538 719 (12 czerwca)  | 3 391 643 (18 grudnia)      | 2 782 982 (11 czerwca)  | 4 323 791 (10 grudnia)      | 2 585 443 (9 czerwca)   | 2 974 604 (8 grudnia)       | —                       | —                           | —                    | —                           | b.d. (?)              |                      |
| 16                   | —                           | —                       | —                           | 2 979 885 (18 czerwca)  | 3 842 091 (17 grudnia)      | 1 438 745 (16 czerwca)  | —                           | —                       | —                           | —                    | —                           | b.d. (?)              |                      |
| Śr. oglądalność      | 2 698 465                   | 3 244 289               | 3 155 099                   | 3 110 893               | 3 495 121                   | 3 015 589               | 2 838 045                   | 2 595 449               | 2 836 188                   | 2 509 604            | 2 743 942                   | 2 315 379             |                      |